# Kenya Moore
Kenya Summer Moore (* 24. Januar 1971 in Detroit, Michigan) ist eine US-amerikanische Schauspielerin und Filmproduzentin.

## Leben
Moore wuchs bei ihrer Großmutter auf. Sie wurde im Jahr 1993 Miss Michigan und Miss USA, im Wettbewerb Miss Universe belegte sie den vierten Platz. Moore studierte Psychologie an der Wayne State University.
Ihr Schauspieldebüt gab sie 1994 in einer Folge der Fernsehserie Der Prinz von Bel Air. In der Komödie Warten auf Mr. Right (1995) trat Moore an der Seite von Whitney Houston und Angela Bassett auf. In der Komödie Senseless (1998) spielte sie die Rolle von Lorraine, einer Freundin von Janice (Tamara Taylor), die den Studenten Darryl Witherspoon (Marlon Wayans) zu verführen versucht. Im Thriller Sex zu dritt (2000), den sie mitproduzierte, spielte sie eine der größeren Rollen. Sie produzierte ebenfalls den Actionfilm Hot Parts (2003) mit, in dem sie eine der größeren Rollen spielte. Im koproduzierten Western Brothers in Arms (2005) spielte sie an der Seite von David Carradine. Seit 2012 ist sie eine der Hauptfiguren in der US-Reality-Show The Real Housewives of Atlanta.
Sie ist mit dem New Yorker Restaurantbesitzer Marc Daly verheiratet. Im April 2018 wurde bekannt, dass Moore ein Kind erwartet.

## Filmografie

### Als Schauspielerin
- 1994: Der Prinz von Bel-Air (The Fresh Prince of Bel-Air, Fernsehserie, eine Folge)
- 1995: Waiting to Exhale – Warten auf Mr. Right (Waiting to Exhale)
- 1996: Martin (Fernsehserie, eine Folge)
- 1996: Homeboys in Outer Space (Fernsehserie, eine Folge)
- 1997: Sparks & Sparks (Fernsehserie, eine Folge)
- 1997: Smart Guy (Fernsehserie, eine Folge)
- 1997: Living Single (Fernsehserie, eine Folge)
- 1997: Nubian Goddess (Fernsehserie)
- 1998: Senseless
- 1998: Damon (Fernsehserie, eine Folge)
- 1998: Mister Funky – Die Steve-Harvey-Show (Fernsehserie, eine Folge)
- 1998–1999: The Parent ’Hood (Fernsehserie, zwei Folgen)
- 1999: Der Hotelboy (The Jamie Foxx Show, Fernsehserie, eine Folge)
- 1999: Ein schrecklich nettes Haus (In The House, Fernsehserie, zwei Folgen)
- 2000: Sex zu dritt (Trois)
- 2001: No Turning Back
- 2001: Men, Women & Dogs (Fernsehserie, eine Folge)
- 2003: Hot Parts
- 2003: Deliver Us from Eva
- 2004: Nas: Video Anthology Vol. 1
- 2004: Girlfriends (Fernsehserie, zwei Folgen)
- 2005: Resurrection: The J.R. Richard Story
- 2005: Brothers in Arms – Waffenbrüder (Brothers in Arms)
- 2006: Cloud 9
- 2007: Ich weiß, wer mich getötet hat (I Know Who Killed Me)
- 2009: Meet the Browns (Fernsehserie, eine Folge)
- 2010: Trapped: Haitian Nights
- 2010: The Confidant
- 2013: Walk This Way (Fernsehserie, eine Folge)
- 2013: Haitian Nights
- 2013: The Rickey Smiley Show (Fernsehserie, eine Folge)

### Als Filmproduzentin
- 2000: Sex zu dritt (Trois)
- 2003: Hot Parts
- 2005: Brothers in Arms – Waffenbrüder (Brothers in Arms)
- 2010: The Confidant
- 2013: Haitian Nights